# InCD
InCD es un aplicación de escritura por paquetes desarrollada por Nero AG para Microsoft Windows.
Es compatible con la mayoría de discos ópticos regrabables (CD-RW, DVD+RW, DVD-RW, DVD-RAM, CD-MRW y DVD+MRW), permitiendo utilizar estos de forma similar a un disco flexible. El usuario puede arrastrar y soltar ficheros desde el disco o meterlos en el disco utilizando el Explorador de Windows, o abrir y guardar ficheros en el disco directamente desde aplicaciones de terceros.
InCD no es compatible con discos ópticos grabables como CD-R, DVD+R y DVD-R. En este aspecto, es menos sofisticado que DirectCD.